# Høje Tåstrup station
Høje Taastrup Station är en järnvägsstation i Høje-Taastrup, Danmark. Belägen c:a 18 km väster om Köpenhamns centrum på banan mellan Köpenhamn och Roskilde. (Avståndet till Roskilde station är kortare än till Köpenhamn) Stationen är slutstation för S-tågen medan övriga tåg avgår åt båda håll. Det finns tre perronger varav en för S-tåg.
Stationen blev invigd i maj 1986 samtidigt med S-tågens förlängning från Taastrup Station. De första åren stannade endast S-tåg och Re-tåg vid stationen, men efter att bandelen Høje-Taastrup till Roskilde år 1988 fick fyra spår, och därmed sex spår på sträckan Høje-Taastrup till Köpenhamn (varav 2 enbart används för S-tåg) har alla InterCity och Expresståg också börjat stanna här.
Förutom att fungera som en regional trafikknutpunkt var stationen också tänkt som en "framskjuten centralstation" där långväga passagerare som inte skall ända in till centrala Köpenhamn kan byta till de lokala S-tågen.
Stationsbyggnaden ligger på en bred bro, som leder över den förhållandevis breda banvallen. På bron finns en cykel och bussgata med lokaltrafik inom Taastrup. Den postmodernistiska byggnaden domineras av tre stora takvalv, som blivit ett slags varumärke för hela denna köpenhamnska förstad.
Stationen anlades på öppen mark. Man önskade inte bara att anlägga en station, utan att skapa ett lokalt center. Med bakgrund av en strukturplan från 1977 utlystes en arkitekttävling för såväl stationen som det då obebyggda område mellan en av Köpenhamnsområdets få stora köpcentrum, det s.k. City 2, som hade invigts redan 1972, och ett bostadsområde på andra sidan järnvägen (bron var här en viktig detalj). Tävlingen vanns av arkitektbyrån Jacob Blegvad A/S, som i samarbete med DSB's egna arkitekter, fastställde de slutliga planerna för den nya stationen.
I anslutning till den mycket rymliga vänthallen, som är en av ytterst få som är uppvärmda vintertid i Danmark[källa behövs], finns manuellt biljettkontor, snabbmatställe, en stor pub samt kiosker och toaletter.